# بلدة باث (ميشيغان)
باث (بالإنجليزية: Bath Township, Michigan)‏ هي بلدة تقع بولاية ميشيغان في الولايات المتحدة. تأسست عام 1836، تبلغ مساحتها (كم²)، وترتفع عن سطح البحر 261 م، بلغ عدد سكانها 11598 نسمة في عام تعداد الولايات المتحدة 2010 حسب إحصاء مكتب تعداد الولايات المتحدة .

## وصلات خارجية
- http://www.bathtownship.us/
- The US50 - Cities and Towns in Michigan State
- Michigan Cities and Towns, Facts, Map, Flag, Colleges, Government, and More